# Eulenburg (Presseck)
Eulenburg ist ein Gemeindeteil des Marktes Presseck im Landkreis Kulmbach (Oberfranken, Bayern). Eulenburg liegt in der Gemarkung Wartenfels.

## Geografie
Die Einöde liegt in Hanglage westlich vom Reichenbach, einem rechten Zufluss der Zettlitz. Ein Anliegerweg führt einen halben Kilometer westlich zur Kreisstraße KU 24 nördlich von Wartenfels.

## Geschichte
Gegen Ende des 18. Jahrhunderts bestand Eulenburg aus einem Anwesen. Das Hochgericht übte das bambergische Centamt Wartenfels aus. Das Amt Wartenfels war Grundherr des Gutes.
Mit dem Gemeindeedikt wurde Eulenburg dem 1808 gebildeten Steuerdistrikt Wartenfels und der im selben Jahr gebildeten Ruralgemeinde Wartenfels zugewiesen. Bei der Vergabe der Hausnummern erhielt Eulenburg die Nummer 51 des Ortes Wartenfels. Am 1. Mai 1978 wurde Eulenburg im Rahmen der Gebietsreform in die Gemeinde Presseck eingegliedert.

### Einwohnerentwicklung
| Jahr      | 001818 | 001819 | 001861 | 001871 | 001885 | 001900 | 001925 | 001950 | 001961 | 001970 | 001987 |
| Einwohner |        | 5      | *      | 8      | 9      | 5      | 6      | 12     | 5      | 4      | 2      |
| Häuser    | 1      |        |        |        | 1      | 1      | 1      | 1      | 1      |        | 1      |
| Quelle    | [ 6 ]  | [ 10 ] | [ 11 ] | [ 12 ] | [ 13 ] | [ 14 ] | [ 15 ] | [ 16 ] | [ 17 ] | [ 18 ] | [ 1 ]  |

## Religion
Eulenburg ist katholisch geprägt und nach St. Bartholomäus (Wartenfels) gepfarrt.